# Trashed (film)
Trashed  è un film documentario del 2012 diretto da Candida Brady. 
Il film, con voce narrante dell'attore Jeremy Irons, contiene interviste dello stesso protagonista a vari cittadini del mondo fautori di numerose iniziative e a scienziati che lottano contro l'inquinamento.
Il documentario parla dei rischi associati allo smaltimento dei rifiuti nelle moderne società consumistiche, analizzandone inoltre i rischi per la catena alimentare e i danni dell'inquinamento causato dalle guerre e dall'inciviltà umana.
Nel dicembre 2013 è stato programmato ripetutamente dal canale internet del Movimento 5 Stelle "La Cosa", dopo che sul portale del blog di Beppe Grillo ne era stato dato annuncio con apposito post.
Una sintesi importante del film è disponibile sul sito di Rai 3 (programma DOC 3, puntata del 24 luglio 2014).

## Riconoscimenti
- 2012 - Earth Grand Prix